# Dong Yueqian
Dong Yueqian, född 1914 i Peking, död 1978, var en kinesisk politiker och diplomat som tjänstgjorde som Folkrepubliken Kinas ambassadör i Sverige mellan januari 1959 och januari 1964.
1937 tog han en examen i utländska språk vid Pekings universitet och samma år gick han med i Kinas kommunistiska parti. Han tjänstgjorde därefter som häradshövding i Fuping härad, var översättare åt Norman Bethune och innehöll olika viktiga partiposter under det andra sino-japanska kriget och det kinesiska inbördeskriget.
Efter Folkrepubliken Kinas grundande blev han anställd av utrikesministeriet och var Kinas ambassadör i Sverige 1959-1964.